# مغناطيسية حديدية مضادة

الترتيب في المغناطيسية الحديدية المضادة

في الفيزياء والهندسة الكهربائية، المغناطيسية الحديدية المضادة أو الفرَّومغنطيسية المضادة (بالإنجليزية: Antiferromagnetism)‏ في المواد ذات خاصية مغناطيسية متضادة يرجع العزم المغناطيسي للذرات أو الجزيئات إلى عزم الإلكترونات المغزلي فيها وتكون العزوم المغناطيسية متساوية ومتعاكسة في البناء البلوري للمادة.
وكما هو الحال في حالة المغناطيسية الحديدية والفريمغناطيسية فيوج في تلك لمواد تنظيم مناطيسي داخلي. وبصفة عامة قد توجد حالة المغناطيسية الحديدية المتضادة عند درجات الحرارة وهي تتلاشى فوق درجة حرارة معينة خاصة بالعنصر أو المادة تسمى درجة حرارة نييل. وتلك التسمية تنسب إلى مكتشفها العالم الفيزيائي الفرنسي لويس نييل.
.
فوق درجة حرارة تييل تصبح المادة في حالة مغناطيسية مسايرة.

## أصلها
ترجع ظاهرة المغناطيسية الحديدية المتضادة إلى تآثر بين الذرات يعمل على ترتيب معكوس للعزم المغزلي المغناطيسي للذرات المتجاورة. فإذا عبرنا عن الطاقة في النظام بأنها مجموع الأزواج من الإلكترونات iو j لتآثر J(i, j),
مضروبا في العزم المغزلي لذرة i مضروبا في العزم المغزلي للذرة j، فتكون المادة ذات مغناطيسية حديدية إذا كانت J < 0
وإذا كانت J > 0  تكون المادة ذات مغناطيسية حديدية مضادة.
في غياب مجال مغناطيسي خارجي لا تُظهر المادة مغناطيسية. ولكن عن تعرض المادة إلى مجال مغناطيسي خارجي فقد تظهر خاصية فريمغناطيسية مصحوبه بترتيب مغناطيسي حديدي متضاد، بحيث يكون عدد الذرات ذات عزم مغناطيسي في اتجاه أكبر من عدد الذرات ذات عزم مغناطيسي في الاتجاه العكسي، وتبح محصلة الاتجاهات المغناطيسية أكبر من الصفر، أي تُظهر المادة مغناطيسية.
وتبين القابلية المغناطيسية لمادة مغناطيسية حديدية متضادة أعلى مغناطيسية لها عند درجة حرارة مميزه تسمى درجة حرارة نييل. وعلى عكس ذلك فعند انتقال مادة مغناطيسية
حديدية إلى طور المغناطيسية المسايرة فإن القابلية المغناطيسية للمادة تقل. أما في حالة المادة المغناطيسية الحديدية المتضادة فإن الاختلاف يظهر في قابلية مضمحلة للمغنطة.
وقد يؤدي التآثر المتبادل بين العزوم المغناطيسية أو العزوم المغزلية إلى ترتيب بحيث تصبح المادة ذات مغناطيسية حديدية متضادة. وهذه مسألة تحلها ميكانيكا الكم. في أبسط الحالات يمكن تخيل نظام بلوري مكعب حيث يتشابك العزم المغزلي للذرات المتجاورة. فبحسب التآثر بينهما فقد تنشأ خاصية المغناطيسية الحديدية أو خاصية المغناطيسية الحديدية المتضادة. أي بحسب التوزيع الهندسي للذرات في المادة فقد ينتج عن التآثر المغناطسي بين الذرات ترتيب مغناطيسي أو عن التآثر المغناطيسي المضاد ترتيب مغناطيسي متضاد أو قد تكون نتيجة التآثر أكثر تعقيدا من ذلك.

## تنظيم العزم المغزلي
بعكس المواد المغناطيسية الحديدية فقد يؤدي التآثر المغناطيسي الحديدي المضاد إلي تواجد العديد من الحالة القاعية التي تكون فيها الطاقة في المادة أقل ما يمكن. وقد نتصور أن المغناطيسية الحديدية المتضادة بترتيب العزم المغزلي للذرات بحيث تكون مغناطيسية الذرات المتجاورة معكوسة، أي عزم مغزلي علوي، سفلي، علوي، سفلي، وهكذا.
وإذا تصورنا ثلاثة ذرات مرتبة في هيئة مثلث فإننا نجد إمكانية وجود عدة من الحالة القاعية لهم وليست حالة واحدة. فكل عزم مغزلي يمكن أن بتخذ أحد من اتجاهين (علوي أو سفلي) وتوجد عدد 23 = 8 من الحالات الممكنة للنظام المكون من ثلاث ذرات. ستة من تلك الحالات تمثل الحالة القاعية ! أما الحالتات الأخرى تان اللتلان ليستا حالة قاعية فهي تتشكل عندما تكون الثلاثة عزوم المغزلية جميعها متجه علويا أو جميعها مرتبا سفليا. وبالنسبة إلى 6 حالات القاعية سيوجد تآثرين متوازيين وتآثر مضاد. بذلك لا يستطيع النظام اتخاذ حالة قاعية واحدة. وقد وجد هذا النوع من التآثر المغناطيسي في عدة معادن تتميز ببنايات بلورية معقدة ومنضمنها نظام بلوري سداسي.

## مواد مغناطيسية حديدية مضادة
توجد المغناطيسية الحديدية المضادة عادة في مركبات العناصر الانتقاية وعلى الأخص أكسيدها. وعلى سبيل المثال الهيماتيت وسبائك الكروميوم وسبيكة الحديد والمنجنيز FeMn وأكسيد النيكل NiO. كما يمكن المركبات العضوية إظهار تلك الخاصية مثل مركبات تحتوي على الجذر الجزئي 5-dehydro-m-xylylene.

## استخداماتها
يمكن ملاصقة مواد مغناطيسية حديدية بمواد مغناطيسية حديدية متضادة بطريقة تكوين طبقة رقيقة من المادة المغناطيسية الحديدية إما عن طريق ترسيبها علي السطح المادة المغناطيسية الحديدية المتضادة أو عن طريق التحميص عند درجة حرارة عالية في وجود مجال مغناطيسي خارجي، بحيث تجبر ذرات المغناطيسية الحديدية الموجودة على سطح المادة المغناطيسية الحديدية المضادة لأن تتخذ اتجاها معينا.
وتستخدم تلك المواد في الرؤوس المغناطيسية الحساسة لقراءة المعلوماتية. ولكن عند درجة حرارة معينة تفقد تلك التركيبات خاصتها المغناطيسية وهي درجة حرارة تكون في العادة أقل من درجة حرارة نييل.

## اقرأ أيضا
- الاستبقائيّة
- مغناطيسية أرضية
- مغناطيسية حديدية
- مغناطيسية مسايرة
- مغناطيسية معاكسة
- قانون كوري
- قابلية مغناطيسية

## وصلات خارجية
- ظاهرة المغناطيسية معززة بصور توضيحية